# IC 1411
IC 1411 — галактика типу E (еліптична галактика) у сузір'ї Водолій.
Цей об'єкт міститься в оригінальній редакції індексного каталогу.